# Durango (Spanje)
Durango is een stad en gemeente in de Spaanse provincie Biskaje in de regio Baskenland met een oppervlakte van 15 km². Durango telt 29.031 inwoners (1 januari 2016).
Het stadje ligt ongeveer 30 kilometer ten oosten van de Biskaaise hoofdstad Bilbao, langs de autosnelweg tussen Bilbao en San Sebastian (A-8). Het is vastgegroeid aan de naastgelegen plaats Iurreta, die door de rivier de Ibaizabal wordt gescheiden. Ten zuiden van de plaats bevindt zich het natuurpark van Urkiola, een berggebied met als belangrijkste bergtop de 1331 meter hoge Anboto.
Durango is een historische stad met een bezienswaardig centrum. In Amerika is een aantal plaatsen genoemd naar het stadje, zoals de Mexicaanse deelstaat Durango.
Durango staat bekend als de eerste plaats die tijdens de Spaanse Burgeroorlog op 31 maart 1937, op verzoek van generaal Franco, door de Italiaanse luchtmacht en vliegtuigen van het Duitse Legioen Condor werd gebombardeerd.
Subida a Urkiola (Beklimming naar Urkiola) was een eendaagse wielerwedstrijd in Durango die in 2009 voor het laatst gereden is. Wel wordt elk jaar nog de Durango-Durango Emakumeen Saria verreden, een eendagskoers voor vrouwen op de dag voor de rittenkoers Emakumeen Bira. Ook de vrouwenploeg Bizkaia-Durango is vernoemd naar de stad.

## Demografische ontwikkeling
Bron: INE; 1857-2011: volkstellingen
Opm.:In 1930 werd de gemeente Yuretta geannexeerd; in 1991 werd Yuretta opnieuw een zelfstandige gemeente
Abadiño · Abanto Zierbena · Ajangiz · Alonsotegi · Amorebieta-Etxano · Amoroto · Arakaldo · Arantzazu · Areatza · Arrankudiaga · Arratzu · Arrieta · Arrigorriaga · Artea · Artzentales · Atxondo · Aulesti · Bakio · Balmaseda · Barakaldo · Barrika · Basauri · Bedia · Berango · Bermeo · Berriatua · Berriz · Bilbao · Busturia · Derio · Dima · Durango · Ea · Elantxobe · Elorrio · Erandio · Ereño · Ermua · Errigoiti · Etxebarri · Etxebarria · Forua · Fruiz · Galdakao · Galdames · Gamiz-Fika · Garai · Gatika · Gautegiz Arteaga · Gernika-Lumo · Getxo · Gizaburuaga · Gordexola · Gorliz · Gueñes · Ibarrangelu · Igorre · Ispaster · Iurreta · Izurtza · Kortezubi · Lanestosa · Larrabetzu · Laukiz · Leioa · Lekeitio · Lemoa · Lemoiz · Lezama · Loiu · Mallabia · Markina-Xemein · Maruri-Jatabe · Mañaria · Mendata · Mendexa · Meñaka · Morga · Mundaka · Mungia · Munitibar-Arbatzegi Gerrikaitz · Murueta · Muskiz · Muxika · Nabarniz · Ondarroa · Urduña · Orozko · Ortuella · Otxandio · Plentzia · Portugalete · Santurtzi · Sestao · Sondika · Sopelana · Sopuerta · Sukarrieta · Trapagaran · Trucios-Turtzioz · Ubide · Ugao-Miraballes · Urduliz · Karrantza · Zaldibar · Zalla · Zamudio · Zaratamo · Zeanuri · Zeberio · Zierbena · Ziortza-Bolibar